# 1992-es Formula–1 monacói nagydíj
A monacói nagydíj volt az 1992-es Formula–1 világbajnokság hatodik futama.

## Futam
Monacóban is domináltak a Williams-Renault-k: Mansell, Patrese, Senna, Alesi volt az első négy sorrendje az időmérő edzésen. Senna a rajtnál megelőzte Patresét. Az olasz megpróbálta visszavenni pozícióját, de váltóprobléma miatt lelassult. A 12. körben Schumacher Alesivel ütközött, de tovább tudtak haladni a versenyben. Alesi autója az ütközésben megsérült, majd a 28. körben pedig kiesett. A vezető Mansell egy kerekéről hét körrel a leintés előtt leesett egy anyacsavar, ezért a brit kiállt a boxba. Mansell Senna mögé tért vissza, de az új gumiknak köszönhezően gyorsan ledolgozta hátrányát. Az utolsó négy körben Sennának sikerült megakadályoznia az előzést a szűk, városi pályán. Senna első alkalommal győzött az évadban a két tizedmásodperc hátrányban célba érő Mansell előtt. Patrese harmadik, Schumacher negyedik, Brundle ötödik, Bertrand Gachot hatodik lett.
| Helyezés | #  | Versenyző            | Csapat/Motor          | Futott körök | Idő/Kiesés oka | Rajthely | Pontszám |
| -------- | -- | -------------------- | --------------------- | ------------ | -------------- | -------- | -------- |
| 1        | 1  | Ayrton Senna         | McLaren-Honda         | 78           | 1:50:59,372    | 3        | 10       |
| 2        | 5  | Nigel Mansell        | Williams-Renault      | 78           | + 0,215        | 1        | 6        |
| 3        | 6  | Riccardo Patrese     | Williams-Renault      | 78           | + 31,843       | 2        | 4        |
| 4        | 19 | Michael Schumacher   | Benetton-Ford         | 78           | + 39,294       | 4        | 3        |
| 5        | 20 | Martin Brundle       | Benetton-Ford         | 78           | + 1:21,347     | 7        | 2        |
| 6        | 29 | Bertrand Gachot      | Larrousse-Lamborghini | 77           | + 1 kör        | 15       | 1        |
| 7        | 9  | Michele Alboreto     | Footwork-Mugen-Honda  | 77           | + 1 kör        | 11       |          |
| 8        | 23 | Christian Fittipaldi | Minardi-Lamborghini   | 77           | + 1 kör        | 17       |          |
| 9        | 21 | Jyrki Järvilehto     | Dallara-Ferrari       | 76           | + 2 kör        | 20       |          |
| 10       | 26 | Érik Comas           | Ligier-Renault        | 76           | + 2 kör        | 23       |          |
| 11       | 10 | Szuzuki Aguri        | Footwork-Mugen-Honda  | 76           | + 2 kör        | 19       |          |
| 12       | 25 | Thierry Boutsen      | Ligier-Renault        | 75           | + 3 kör        | 22       |          |
| Kiesett  | 28 | Ivan Capelli         | Ferrari               | 60           | Kicsúszás      | 8        |          |
| Kiesett  | 2  | Gerhard Berger       | McLaren-Honda         | 32           | Váltó          | 5        |          |
| Kiesett  | 11 | Mika Häkkinen        | Lotus-Ford            | 30           | Váltó          | 14       |          |
| Kiesett  | 27 | Jean Alesi           | Ferrari               | 28           | Váltó          | 4        |          |
| Kiesett  | 33 | Maurício Gugelmin    | Jordan-Yamaha         | 18           | Váltó          | 13       |          |
| Kiesett  | 12 | Johnny Herbert       | Lotus-Ford            | 17           | Kicsúszás      | 9        |          |
| Kiesett  | 34 | Roberto Moreno       | Moda-Judd             | 11           | Motorhiba      | 26       |          |
| Kiesett  | 4  | Andrea de Cesaris    | Tyrrell-Ilmor         | 9            | Váltó          | 10       |          |
| Kiesett  | 15 | Gabriele Tarquini    | Fondmetal-Ford        | 9            | Motorhiba      | 25       |          |
| Kiesett  | 32 | Stefano Modena       | Jordan-Yamaha         | 6            | Kicsúszás      | 21       |          |
| Kiesett  | 3  | Olivier Grouillard   | Tyrrell-Ilmor         | 4            | Erőátvitel     | 24       |          |
| Kiesett  | 16 | Karl Wendlinger      | March-Ilmor           | 1            | Váltó          | 16       |          |
| Kiesett  | 24 | Gianni Morbidelli    | Minardi-Lamborghini   | 1            | Váltó          | 12       |          |
| Kiesett  | 22 | Pierluigi Martini    | Dallara-Ferrari       | 0            | Kicsúszás      | 18       |          |
| NK       | 7  | Eric van de Poele    | Brabham-Judd          |              |                |          |          |
| NK       | 8  | Damon Hill           | Brabham-Judd          |              |                |          |          |
| NK       | 14 | Andrea Chiesa        | Fondmetal-Ford        |              |                |          |          |
| NK       | 17 | Paul Belmondo        | March-Ilmor           |              |                |          |          |
| NeK      | 30 | Katajama Ukjó        | Larrousse-Lamborghini |              |                |          |          |
| NeK      | 35 | Perry McCarthy       | Moda-Judd             |              |                |          |          |

## A világbajnokság élmezőnyének állása a verseny után
| H  | Versenyzők         | Pont | H  | Konstruktőrök        | Pont |
| -- | ------------------ | ---- | -- | -------------------- | ---- |
| 1. | Nigel Mansell      | 56   | 1. | Williams-Renault     | 84   |
| 2. | Riccardo Patrese   | 28   | 2. | McLaren-Honda        | 26   |
| 3. | Michael Schumacher | 20   | 3. | Benetton-Ford        | 25   |
| 4. | Ayrton Senna       | 18   | 4. | Ferrari              | 9    |
| 5. | Gerhard Berger     | 8    | 5. | Footwork-Mugen-Honda | 5    |

## Statisztikák
Vezető helyen:
- Nigel Mansell: 70 (1-70)
- Ayrton Senna: 8 (71-78)

Ayrton Senna 34. győzelme, Nigel Mansell 22. pole-pozíciója, 25. leggyorsabb köre.
- McLaren 95. győzelme.